# デジモンネクスト
『デジモンネクスト』（DIGIMON NEXT）は、原作：浜崎達也、漫画：岡野剛、原案：本郷あきよしによる漫画作品。月刊雑誌『Vジャンプ』2006年2月号から2008年2月号まで連載された、デジモンシリーズの漫画作品。全4巻。

## 概要
デジモンシリーズの漫画作品では前作『デジモンアドベンチャー Vテイマー01』以来2年半ぶりの新シリーズ。
作者は前作とは違い原作・浜崎達也、漫画家・岡野剛が送る新展開。アニメシリーズなどとの繋がりはないが、『デジモンセイバーズ』と同じ種類のデジモンを共有したりと、リンクする部分も多い。また前作と類似する部分も多く見られる（デジタルワールドでは病気がなくなっている、など）。
当初は「デジモンセイバーズ」のコミカライズとして始める予定だったが、アニメの企画が遅れたことにより、オリジナルストーリーの作品となった。
キャッチフレーズは「少年がデジモンの"次"を開く!!」。

## 登場人物

### 主要人物
龍野 ツルギ（たつの ツルギ）
本作の主人公。ヒカリ区1番町に住む小学5年生の少年。オレンジ色のデジヴァイスic（デジモンミニが変化したもの）を持ち、途中で『対神器』デジモンツインを得る。
サッカー部のエースであり、デジモンゲームも学校では無敗だったが、コンピューター・ネットワークを使ったネットゲームを知らなかったりと、知識にかなりムラ（極端に世間知らず）がある。
バトルターミナルでナイトと対戦中、ピッコロモンによりデジタルワールドに転送される。転送された理由は、通常のデジモンとは異なる存在である変異種（イリーガル）を育てたことによるものである。「調停者」に認められた勇者。
アグモン
グレイモンがペックモンの必殺技を受け、退化した姿。デジモンゲームではツルギに素直に従っていたが、ペックモンに敗北した後、アグモンとしてゲーム外でツルギと出会った際に自分が負けたのはツルギのせいだとツルギを痛めつけて、主従関係を逆転させそうになった。
ジオグレイモンに進化してからいつのまにか手にベルトがついていた。アグモンに退化してからもベルトがついている。
コロモン
ジオグレイモンがザンバモンに敗北し、退化した姿。この時、Mu端子は耳についている。
グレイモン
ツルギのパートナーデジモン。体が平均的なグレイモンよりかなり小さく、最初のネット対戦では馬鹿にされたが、しかし圧倒的な機動力で勝利すると、結局5連勝してしまった。
左腕に6角形の模様（Mu端子）がある変異種（イリーガル）。
ジオグレイモン
退化したアグモンが、ツルギのデジソウルを受けて再び進化した姿。
グレイモンの亜種で、成熟期だが完全体に迫る強さ。DP1777。
進化した時、左腕の模様にリュウのデジメモリが発見された。完全体の予兆が腕に現れたことがある。
ライズグレイモン
ジオグレイモンがツルギのデジソウルを受けて進化した姿。
システム界の防衛システム「炎の壁」を突破できる潜在能力を持つ。
ビクトリーグレイモン
対神器デジモンツインによりライズグレイモンが進化した姿。限りなく神に近い「調停者」の一体。
これまでの進化とは異なり、真のデジソウルの持ち主でなければ応えてはくれない。性格も変化し無挙動・機械的な佇まいとなっている。バルバモンを一太刀の下に切り伏せた。
乾 ユウ（いぬい ユウ）
ツルギやアミの知り合い（年下）。父親は警部補。青いデジヴァイスic（デジモンミニがアンドロモンの力によって変化したもの）を持ち、途中で『対神器』デジモンツインを得る。
心臓病を抱えているが、デジタルワールドでは発病していないらしい。大の鉄道ファン。
パソコン版のバトルターミナルをやっている時、デジタルワールドに転送される。
デジソウルを発動（一回目、二回目は暴走）させ、ガオモンを進化させた。「調停者」に認められた勇者。
ガオモン
ユウのパートナーデジモン。アグモンを「トカゲ」と呼び、逆にアグモンに「イヌ」と呼ばれる。DP291。
ユウのことが大好きらしい。また、敵の攻撃で死に掛けたことがある。素早い動きで敵を翻弄する。
額の鉢巻に隠れているが、6角形の模様（Mu端子）を持つ変異種（イリーガル）である。
ワニャモン
ガオガモンが暴走の末、退化した姿。
ガオガモン
ユウのデジソウルによりガオモンが進化した姿。DP1500。
ガオモンの頃にあった鉢巻が移動しているため、額にMu端子を確認できる。また、額の模様にケモノのデジメモリが発見された。
ユウの感情が不安定な時のみに進化したため、正常な状態で進化したことは無かった。
マッハガオガモン
ガオモンがユウのデジソウルを受けて進化した姿。
ズィードガルルモン
対神器デジモンツインによりマッハガオガモンが進化した姿。限りなく神に近い「調停者」の一体。
ビクトリーグレイモン同様の性質を持つ。
北島 アミ（きたじま アミ）
ツルギ達のクラスメートで、学級委員長。ツルギのボサボサの髪形を7・3分けにしたがる。育成専門で、バトルはやらない主義。
ツルギやユウがデジタルワールドに転送された後、原因を調べるためバトルターミナルをやろうとした瞬間、デジタルワールドに転送されてしまった。
母親を亡くしてしまったため、いつも弟の面倒を見ている。
ピチモン
アミのパートナーデジモン。グレイモンと同じく、胸に六角形の模様（Mu端子）がある変異種（イリーガル）。
他のデジメモリとは異なり、丸ごとNEOの血肉として取り込まれてしまう。
マリンエンジェモン
アミのデジソウルによりピチモンが進化した姿。敵の戦意を喪失させる力がある。
胸にミズのデジメモリを持つ。体内からNEOの能力を阻害して、反撃の糸口を掴ませた。

### バルバモン軍
バルバモン
デジタルワールドの革命を企てる魔王型デジモン。人間に好きなように殺され続けるアートデジモンの不幸と人間の横暴からデジモンの未来を守るための革命の必要性を訴え、世界を新生する力を持つ存在NEOを誕生させようとシステム界を強奪、さらに世界に散らばる「デジメモリ」を手に入れようとする。
アンコクのデジメモリの持ち主である。また、邪魔をするツルギたちを抹殺しようと様々な手先を送る。
イグドラシルと交渉した結果、バルバモンの考えを認めたイクドラシルと一体化しホストコンピュータにして神と化しているが、イクドラシルは良心を人間界へ送り抜け殻となっていたため、性格は魔王バルバモンそのままである。ビクトリーグレイモンに敗れるも、死に際にアンコクのデジメモリに加え、己と全ダークエリアのデータを注ぎNEOを誕生させる。
華原 ショウ（かはら ショウ）
ツルギの幼なじみ。黒いデジモンミニ→黒いデジヴァイスicを持っている。ハッカーテイマー・ナイトの正体。
人間がデジモンを酷使する存在であると決め付け、現在のデジタルワールドを解体し、新しいデジタルワールドを作ろうとしていたが、戦いを経てノルンを助けるためツルギの仲間になった。
ペックモン
ナイト（ショウ）に忠実なパートナーデジモン。胸に六角形の模様（Mu端子）がある。変異種特有の障壁（プロテクト）が使える。
また、トリのデジメモリの持ち主である。
ヤタガラモン
ナイト（ショウ）のデジソウルによりペックモンが進化した姿。北の森を一瞬で壊滅させる程の力を持っている。
レイヴモン
ショウのバーストチャージでさらに進化したデジモン。
美樹原 ノルン（みきはら ノルン）
バルバモン城にショウが匿っている（?）謎の少女。ゴスロリの服装（拘束具）を身につけている。
ツルギ、ユウ、アミ、ショウとは幼少の頃に面識がある。その際、彼らにとってデジモンとは何か尋ねた。それぞれが大切に思っていることを知ると、デジモンの危機が来た時、戦うよう頼む。
実はイグドラシルの良心でありもう1つのイクドラシルでありホストコンピュータ。イクドラシルと一体化したバルバモンの影のような存在になっている。バルバモンが倒された後に拘束具をはずして自らが神となる。
イグドラシル
デジタルワールドを担う「神」。人間とデジモンの関係に悩み、ノルン（良心）を人間界に送った後、良心のない抜け殻がバルバモンの理想と同調しバルバモンと一体化した。良心との分離前に自らの暴走に備えて神を抑える力を持つ「調停者」を生み出す対神器を残していた。
NEO
デジタルワールドの革命を起こす鍵。バルバモン曰く「次世代の超デジモン」と言われていたが、実際はデジタルモンスターの枠を超えた「未来」そのものである。
「調停者」さえも及ばない存在。NEOが行う新世界の創造とは、争いや悲劇を引き起こしうる全ての生命の抹消というものだった。世界の抹消と創造を可能とし、他のデジモンたちとは一線を画す。
その体はデジメモリによって構成されており、「セイ」なる炎の髪、「ミズ」の触覚、「ムシ・クサキ」の棘、「キカイ・ヘンイ」の左腕、「トリ」の翼、「アンコク」の体、「ケモノ」の足、「リュウ」の右腕で成り立っている。

#### 削除部隊（コマンドメンツ）
バルバモンの命令を実行する軍団。そのメンバーはすべて残虐非道で、傷つき戦闘不能となったメンバーは削除（殺）される。バルバモンが討たれた後、NEOの脅威から世界を守るために一部のデジモンが最終決戦に馳せ参じた。
ボムモン
ミサイモンから投下される爆弾として扱われていると思われる。
ミサイモン
戦時の際にはボムモンを投下。それ以外には運送役を務める。
コマンドラモン
コマンドメンツ構成員。最も一般的な兵士なのか数が多い。
NEOによって世界がリセットされそうになると、ツルギたちに加担した。
シールズドラモン
100人のコマンドラモンから選び抜かれたエリート兵士。
タンクドラモン
戦車の火力と装甲を備えた完全体。
ファンビーモン
ワスプモンの部下。大量にいたがアグモンにほぼ全滅させられた。
ワスプモン
将来コマンドメンツとなるデジタマを管理していた成熟期デジモン。
- キャノンビーモン

上記のワスプモンが進化した完全体。DP3600。
遠距離からの狙撃を得意とするほか、無数の兵士を搭乗させた空母型も存在する。
ナノモン
エンジェウーモンに化けてツルギたちからデジメモリを奪おうとしたが、ピチモンから進化したマリンエンジェモンの力により戦意を喪失し、敗北する。その後は最終決戦に参加し、ツルギたちに協力した。
ハグルモン
ナノモンの部下たち。テイルモンに扮装していた。
マミーモン
第12話、第13話で登場。最新型のトレイルモンに乗りツルギたちを追ったコマンドメンツ。ユウたちを守って死んだトレイルモンを嘲笑した為にダークデジソウル（暗黒闘気）でウィルス種と化したガオガモン（ブラックガオガモン）に八つ裂きにされる。
外見はアニメ『デジモンアドベンチャー02』で見せた人間態の姿になっている（デジモンの姿の上に服や帽子を着込んでいるだけで、第13話で上着を全開にして本来に近い姿となった）が、こちらとは違いコミカルな性格は見せず、残酷非道な性格になっている。ただし、本作では最初からオベリスクを所持していた。なお、紹介時に属性が「ウィルス種」では無く「ウイルス種」と表記された。また、それ以前にも第1話でモブキャラクターとして人間態が登場している。

#### コマンドメンツ三将軍
バルバモンに仕える屈指の実力を持った将軍たち。その全てが究極体。
ザンバモン
正々堂々を重んじる武人。ジオグレイモンを容易く倒すが、なおも諦めないツルギたちに戸惑いを覚える。
愛刀である斬馬刀・龍斬丸を振るい、九十九体のドラゴン系デジモンを斬り捨てることで究極体へと到達しており、ドラゴン系デジモンの天敵と言える。武士道に準じ、戦いの中で散ってこそ美学としている。他2体の将軍と異なりバルバモンの洗脳を受けておらず、従っていたのは本人自身の意志である。
デジヴァイスを破壊しライズグレイモンたちを追い詰めるが、対神器であるデジモンツインの光の中に消え去る。その後、NEOによって世界がリセットされる際にツルギたちの元に味方として現れ、共に戦った。
カオスドラモン
好戦的で残忍な性格。粗野粗暴な言動だが、ライトシティを追い詰める二面作戦を提案・実行するなどそれなりに頭も回る。
バルバモンによりダークエリアから直接生み出された戦闘マシーン。ほぼ全身をクロンデジゾイドを練磨したレッドデジゾイド装甲で覆い、鉄壁の防御力を誇る。攻撃用の武装として、都市クラスの被害をもたらす火器と致死性ウィルスを装備しており、戦闘能力は極めて高い。
マッハガオガモンを圧倒するも、逆襲に遭い自慢の装甲と頭部を砕かれ暴走。ザンバモンと共にツルギたちを窮地に追いやる。
その後デジモンツインの光によって一旦消えたが、記憶と知能を失ったものの生きており、その後イクドラシルに仕えるようになった模様。
ムルムクスモン
三将軍最後の一人。礼節を弁えた物腰で理知的かつ理性的。バルバモンが唯一「同志」と認めた存在。
その正体はシステム界の元々の防人である大天使ホーリーエンジェモン。人間に捨てられた人工卵（アート）デジモンであるチビモンを助けられず、自分の無力さを嘆き怒っていたところを、バルバモンにその怒りと悲しみから同士として迎えられ、暗黒に染まった。防衛システム「炎の壁」を司っており、有事には自らの攻撃に利用することができる。
分断されたツルギたちを交戦している将軍たち諸共葬ろうとするが、過去に同じ心情を抱えていたショウと最大戦力を持って激突、過ちと郷愁を馳せながら敗れる。死亡したと思われたが、バルバモンが敗れた後、ホーリーエンジェモンの姿に戻りツルギたちに味方する。

### その他
ピッコロモン
謎の黒マントの正体。デジタルワールドに住む伝説の賢者。
セイのデジメモリを持っていた。ツルギと消滅しかけたグレイモンをデジタルワールドに転送した。
顔だけのため、ツルギに「顔だけモン」と言われる。
シールズドラモンの攻撃で重傷を負い、セイのデジメモリも奪われてしまった。
アンドロモン
もう一人の賢者で、ライトシティの指導者。キカイヘンイのデジメモリを持っていた。
同じ完全体のタンクドラモン達を次々と薙ぎ払う実力の持ち主。しかしカオスドラモンのハイパー∞（ムゲン）キャノンにより致命傷を負い、ユウに自分の力を託して死亡した。
しかし、デジメモリにメッセージを込め、またデジメモリにウィルスを仕掛けるなど、死後も活躍した。
アトラーカブテリモン
北の森の王。完全体としては最高クラスの防御力を誇り、DPは5000前後。
ムシ・クサキのデジメモリを持っていたが、ショウとヤタガラモンに倒されてしまった。その象徴たる角は、戦利品としてバルバモン城へ持ち帰られる。最終決戦にて、死してなおNEOの体内からツルギたちをサポートする。
トレイルモン
ツルギたちがデジタルワールドを移動するために乗っているデジモン。緊急時には攻撃モードに変形する。
コマンドメンツの攻撃により負傷し、ライトシティまでユウたちを送り届けた直後、一行に感謝しながら死亡した。
トオル
ツルギのクラスメートで、ツルギにバトルターミナルのことを教えた。ショウとも仲がいいらしい。
サイトー
27歳。ツルギと最初に戦ったテイマー。
人間の10倍くらいの大きさの平均的なグレイモンを連れているが、ツルギのグレイモンに倒される。敗北するまで30勝していた。
『Vジャンプ』の編集者がモデル。
コンドー
サイトーの師匠。パートナーはレアモン。
レアモンは、ツルギとの試合直前に現れたナイトのパートナー・ペックモンの一撃で消滅する。
この人物も『Vジャンプ』の編集長がモデルとなっている。
サンフラウモン
植物系デジモンのキャラバンを率いるリーダー。ツルギたちと共に北の森に向かい、破壊されてしまっていた森の跡地に留まる。
メラモン
黒いデジコアに操られていたデジモン。植物系デジモンたちの草原を焼き払い砂漠に変えてしまった。
DPは950。実体が無いので物理的攻撃が通じず、さらに炎を吸収してしまうので、DPで上回るジオグレイモンを苦戦させた。
また、著者・岡野剛の作品『地獄先生ぬ〜べ〜』から金田 勝とその子分（成実と修二）が現実世界のテイマーとして登場した。

## 用語
デジモンミニ
デジモンを入れて育て、対戦させることのできる小型ゲーム機。漫画の中では大変なヒット商品であり、実際に売られている。
デジモン・バトル・ターミナル
大きな町のゲームセンターにある、デジモンミニ専用のネット端末。イスに座り、ヘッドマウントディスプレーをかぶることで、CGでデザインされたリアルなデジモンと共に世界中のテイマーと対戦ができる。また、パソコン版もある。
テイマー
デジモン使いで、デジタルモンスターシリーズのゲームをする人。またはデジモンと共に戦うキャラクターのこと。
デジメモリ
全てそろえればデジタルワールドを創造し直せると言われている世界の記録。リュウ（竜）、トリ（鳥）、ケモノ（獣）、ミズ（水）、ムシ・クサキ（虫・草木）、キカイヘンイ（機械変異）、アンコク（暗黒）、セイ（聖）がある。
後年のアニメ作品である「デジモンクロスウォーズ」に登場するデジメモリとは別物である（漫画版では未登場）。
デジタマ
デジモンの卵。デジタマには、人工卵（アート）と自然卵（ナチュラル）の二種類がある。アートはデジモンミニの中で生まれるデジタマ。ナチュラルはデジタルワールドで自然的に生まれたデジタマ。
現在、バルバモンがホストコンピューターを悪用したせいで、ナチュラルのデジタマの数が激減してしまった。
アートデジモンは生きるためにテイマーの愛情が必須であり、テイマーに捨てられてしまった者は徐々に衰弱して死んでしまう。

## 作品データ

### スタッフ
- 原案：本郷あきよし
- 原作：浜崎達也
- 漫画：岡野剛
- 連載：Vジャンプ
- 製作：集英社、BANDAI

### 各巻タイトル
「デジモンネクスト（1）デジモンネットゲームへようこそ!」（ISBN 4088741374）
「BATTLE01 デジモンネットゲームへようこそ!」から「BATTLE06 i-LAND」まで収録。
「デジモンネクスト（2）光の街ライトシティ!」（ISBN 408874313X）
「BATTLE07 VSキャノンビーモン」から「BATTLE12 光の街ライトシティ!」まで収録。
「デジモンネクスト（3）完全体ライズグレイモン!」（ISBN 4088743946）
「BATTLE13 もう一人の賢者！」から「BATTLE18 炎の壁を破れ！」まで収録。
「デジモンネクスト（4）未来との戦い!」（ISBN 4088744845）
「BATTLE19 天界！」から「Last BATTLE デジタルワールド！」まで収録。作者である岡野は当初ピンク色の背景で描いていたが、編集者が「ピンク色だと男の子は買いづらい」と指摘されたことから水色に変更したという。